# Neuropatologi
Neuropatologi avser studiet av sjukdomar i nervsystemets vävnad, vanligtvis i form av antingen små kirurgiska biopsier eller obduktioner. Neuropatologi är en subdisciplin till anatomisk patologi, neurologi och neurokirurgi. Den ska inte förväxlas med neuropati, som hänvisar till skador på nerver (oftast i det perifera nervsystemet).